# Grammy Award para Melhor Vídeo Musical
O Prêmio Grammy de Melhor Vídeo Musical (do inglês: Grammy Award of Best Music Video) é uma das categorias da Grammy Awards, uma cerimónia estabelecida em 1958, que presenteia músicos por trabalhos com qualidade evidenciada nas curta-metragens em forma de vídeo musical. As várias categorias são apresentadas anualmente pela National Academy of Recording Arts and Sciences dos Estados Unidos em "honra da realização artística, proficiência técnica e excelência global na indústria da gravação, sem levar em conta as vendas de álbuns ou posições nas tabelas musicais".
O primeiro prémio foi atribuído em 1984 a banda de rock britânica Duran Duran pelo vídeo de "Girls on Film/Hungry Like the Wolf". A categoria está entre o género que confere o galardão dourado aos melhores telediscos do ano. De acordo com a Academia, o troféu é destinado aos artistas principais, directores e produtores associados a toda a concepção dos vídeos vencedores. Seu nome oficial original era Best Video, Short Form, e era similar a Best Long Form Music Video; entre 1986 e 1997, era atribuída sob o título Best Music Video, Short Form. Em 1988 e 1989, o critério foi mudado e foram introduzidos Best Concept Music Video e Best Performance Music Video. O formato original foi retomado em 1990. A categoria era chamada Best Short Form Music Video até 2014, quando foi encurtada para o nome atual.
Johnny Cash, Peter Gabriel, Janet Jackson e Michael Jackson foram os músicos com mais vitórias na categoria, com dois prémios cada um (Michael também fez parte do grupo USA for Africa e esteve bastante envolvido no projecto "We Are the World"). Mark Romanek detém o recorde de director mais premiado, com um total de três galardões atribuídos pela academia. A cantora Björk é a artista com mais nomeações, com quatro, mas sem conseguir vencer em nenhuma delas. Em 2021 a cantora e compositora Beyoncé se igualou aos mais premiados, após o clipe de "Brown Skin Gilr", em parceria com sua filha Blue Ivy ganhar na categoria.

## História
Originalmente denominada como Grammy Award for Best Video, Short Form, a categoria foi introduzida em 1984, de forma semelhante à Best Long Form Music Video. De 1986 até 1997, o nome foi alterado para Best Music Video, Short Form, contudo, em 1988 e 1989, os critérios foram alterados de novo e os troféus para os vídeos musicais passaram a ser atribuídos nas categorias Best Concept Music Video e Best Performance Music Video. O seu formato original voltou a ser utilizado no ano de 1990, e o título da gradação permaneceu inalterável desde 1998. O prémio é conferido aos artistas, directores e produtores associados aos vídeos vencedores.

## Vencedores
| Ano     | Obra                                 | Artista(s)                       | Director(es)[B]                                                     | Indicados | Ref.   |
| ------- | ------------------------------------ | -------------------------------- | ------------------------------------------------------------------- | --- | ------ |
| 1984    | "Girls on Film/Hungry Like the Wolf" | Duran Duran                      | —                                                                   | - Todd Rundgren – "Videosyncracy" - Rod Stewart – "Tonight I'm Yours" - Bill Wyman | [ 4 ]  |

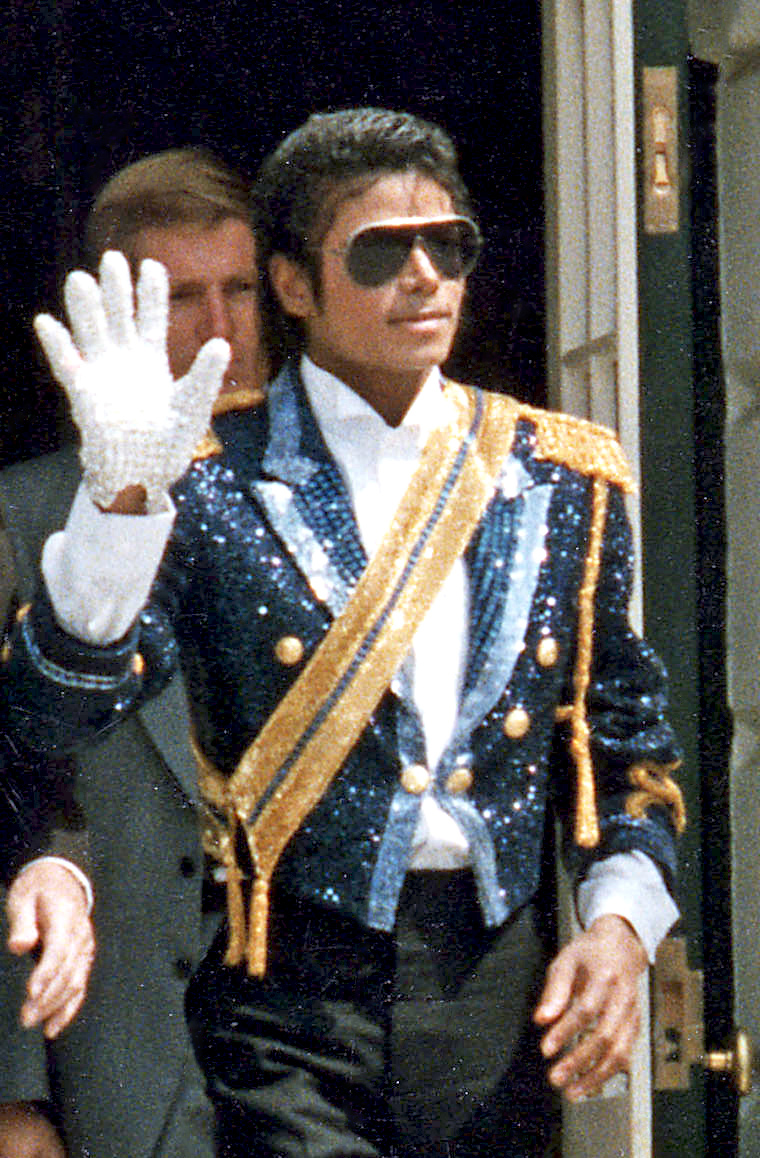
Michael Jackson foi um dos artistas com mais galardões atribuídos, com dois no total, sendo que também fez parte do grupo USA for Africa e esteve bastante envolvido no projecto "We Are the World".

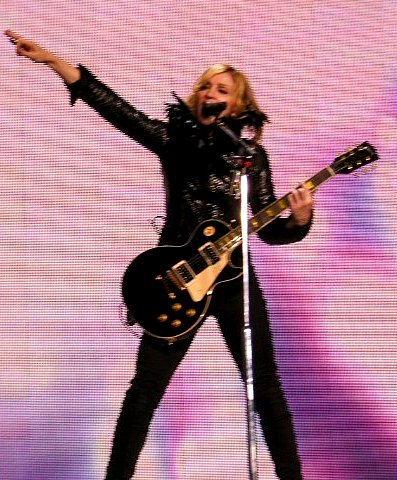
Madonna, vencedora em 1999 com "Ray of Light", esteve mais três vezes nomeada na categoria.

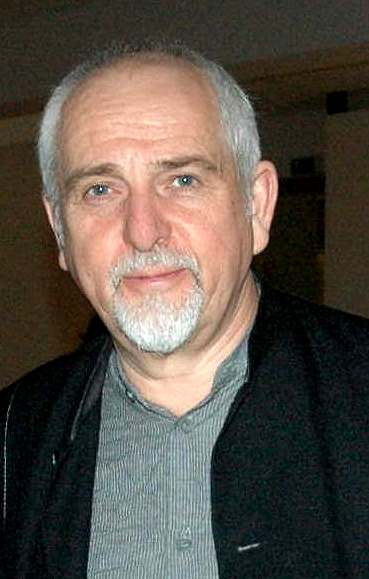
Peter Gabriel venceu os seus dois prémios em anos seguidos, em 1993 e 1994.

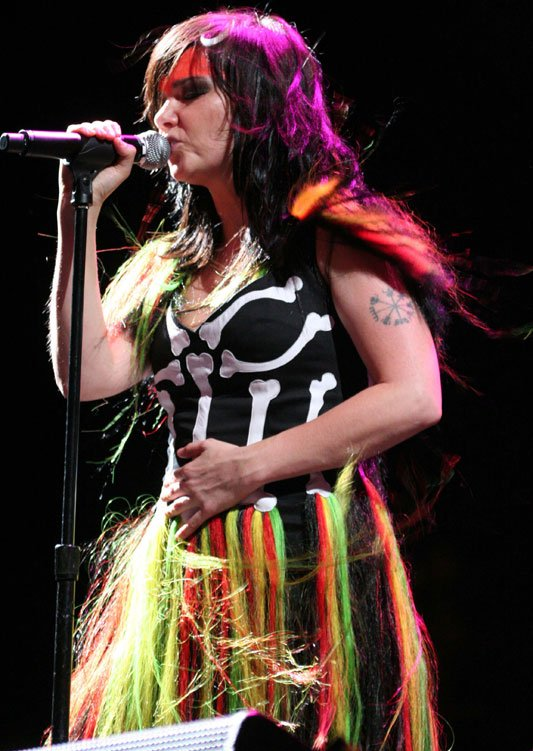
A cantora islandesa Björk é a artista com mais nomeações, com quatro, mas o prémio nunca lhe foi atribuído.

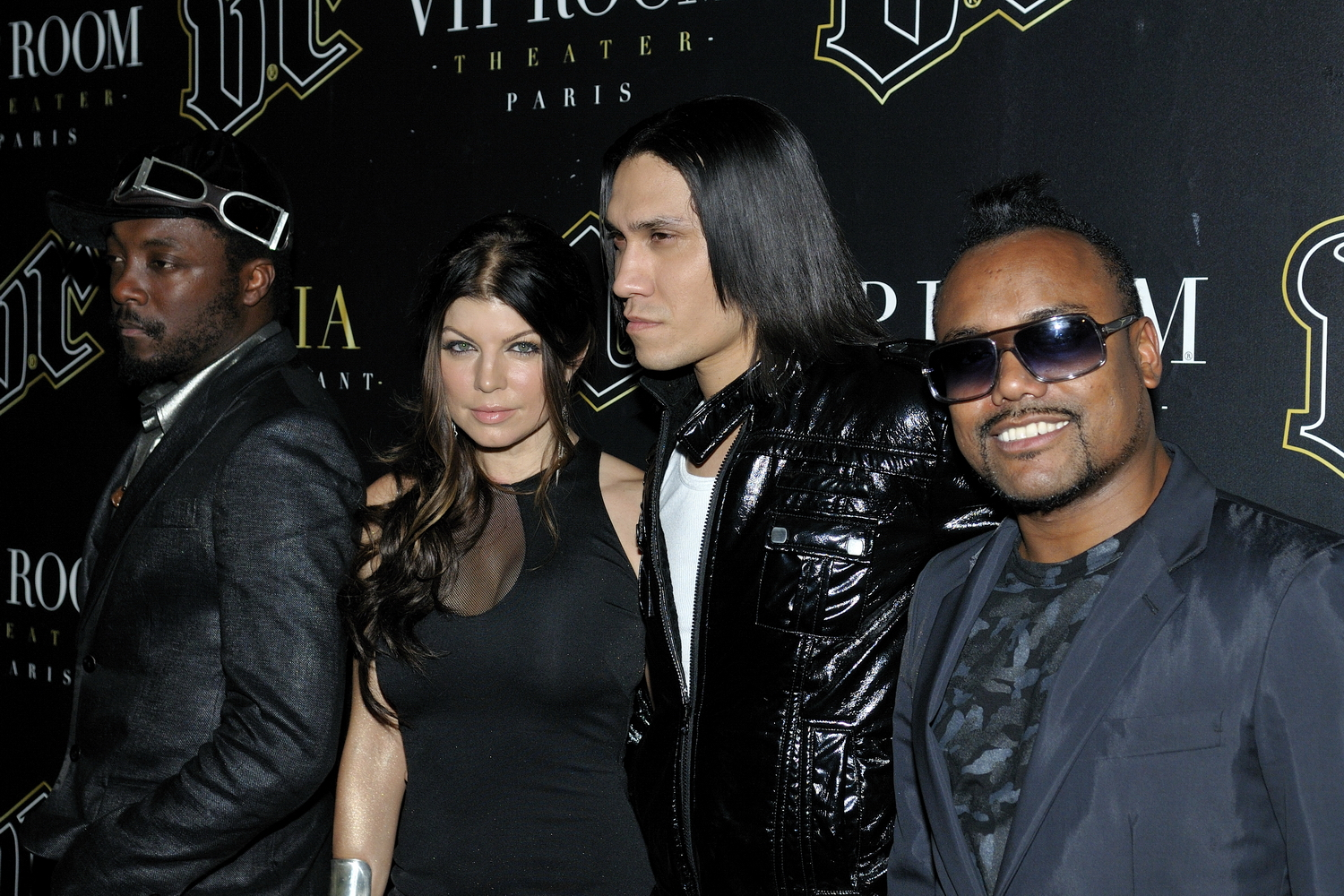
Black Eyed Peas, vencedores com "Boom Boom Pow"

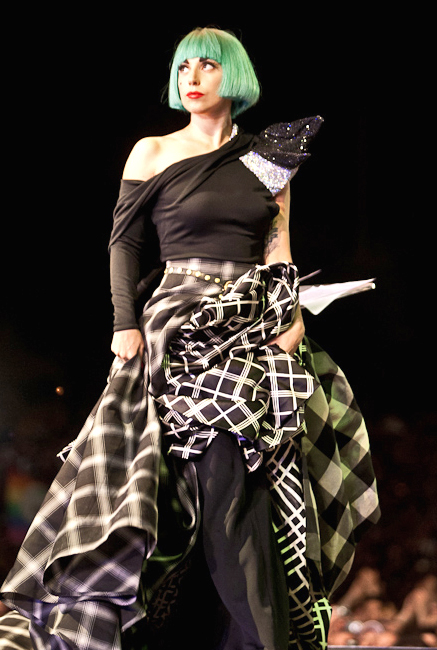
Lady Gaga, vencedora em 2011 com "Bad Romance".

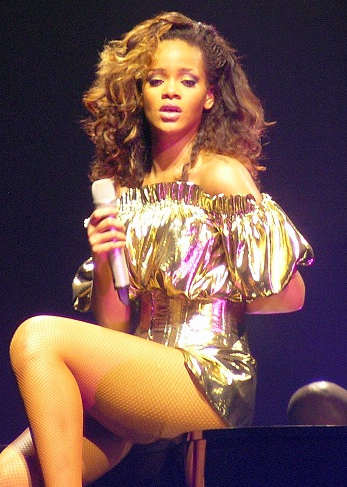
Em 2013, foi conferido o troféu dourado a Rihanna com "We Found Love", depois de ter estado nomeada em 2008 para "Love the Way You Lie".

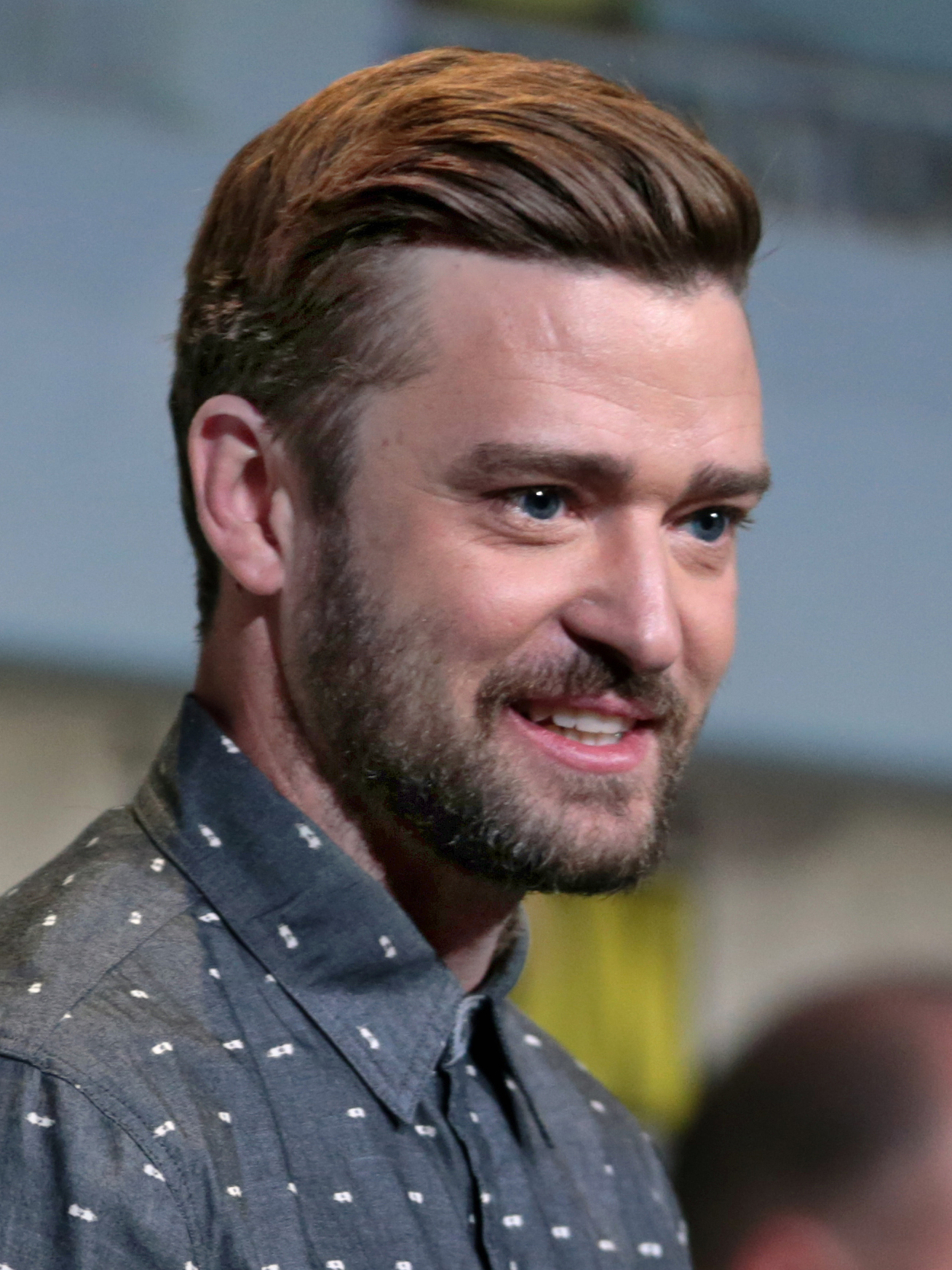
Justin Timberlake venceu com "Suit & Tie", sua colaboração com Jay Z.

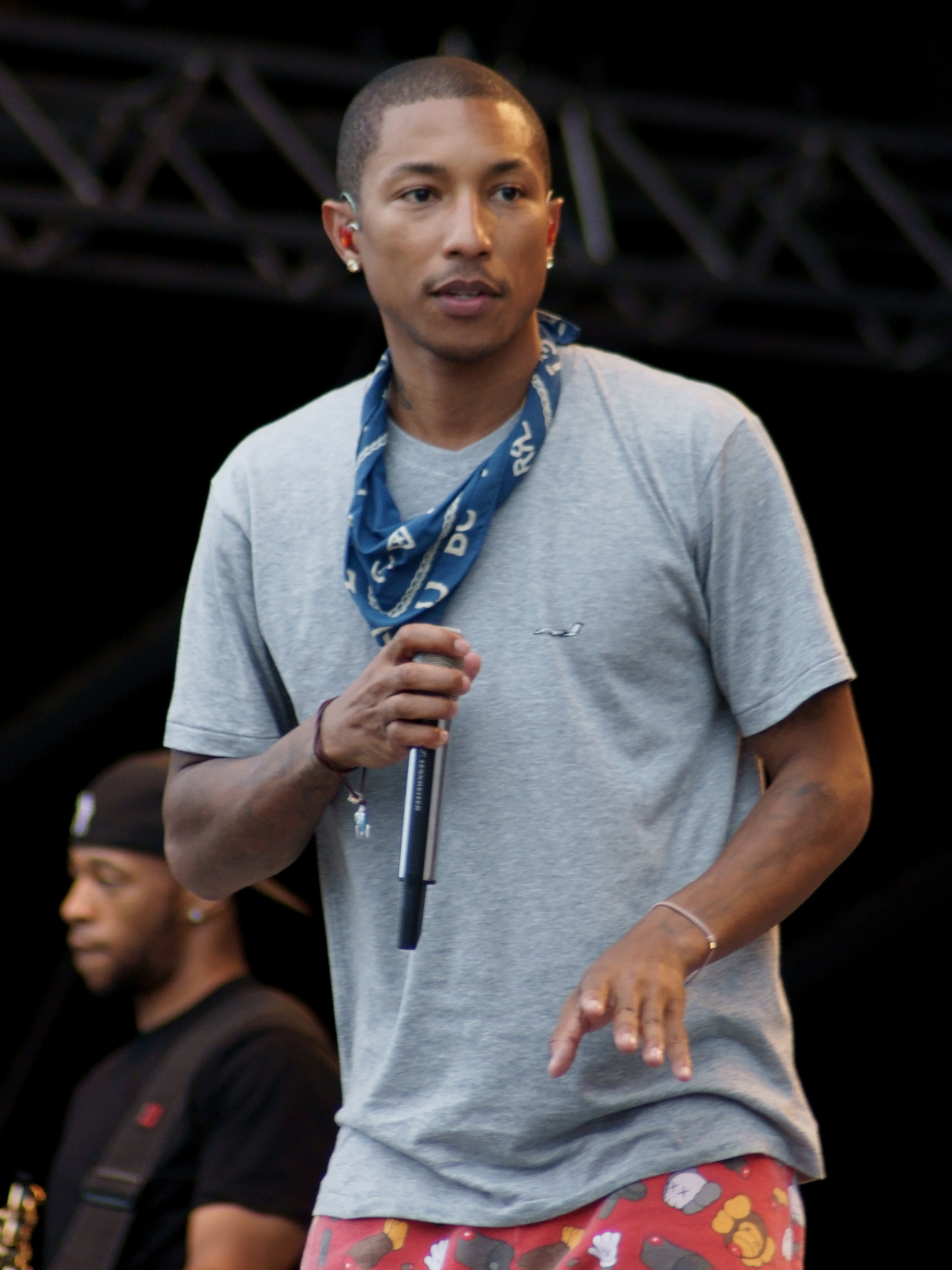
Pharrell Williams, vencedor com "Happy".

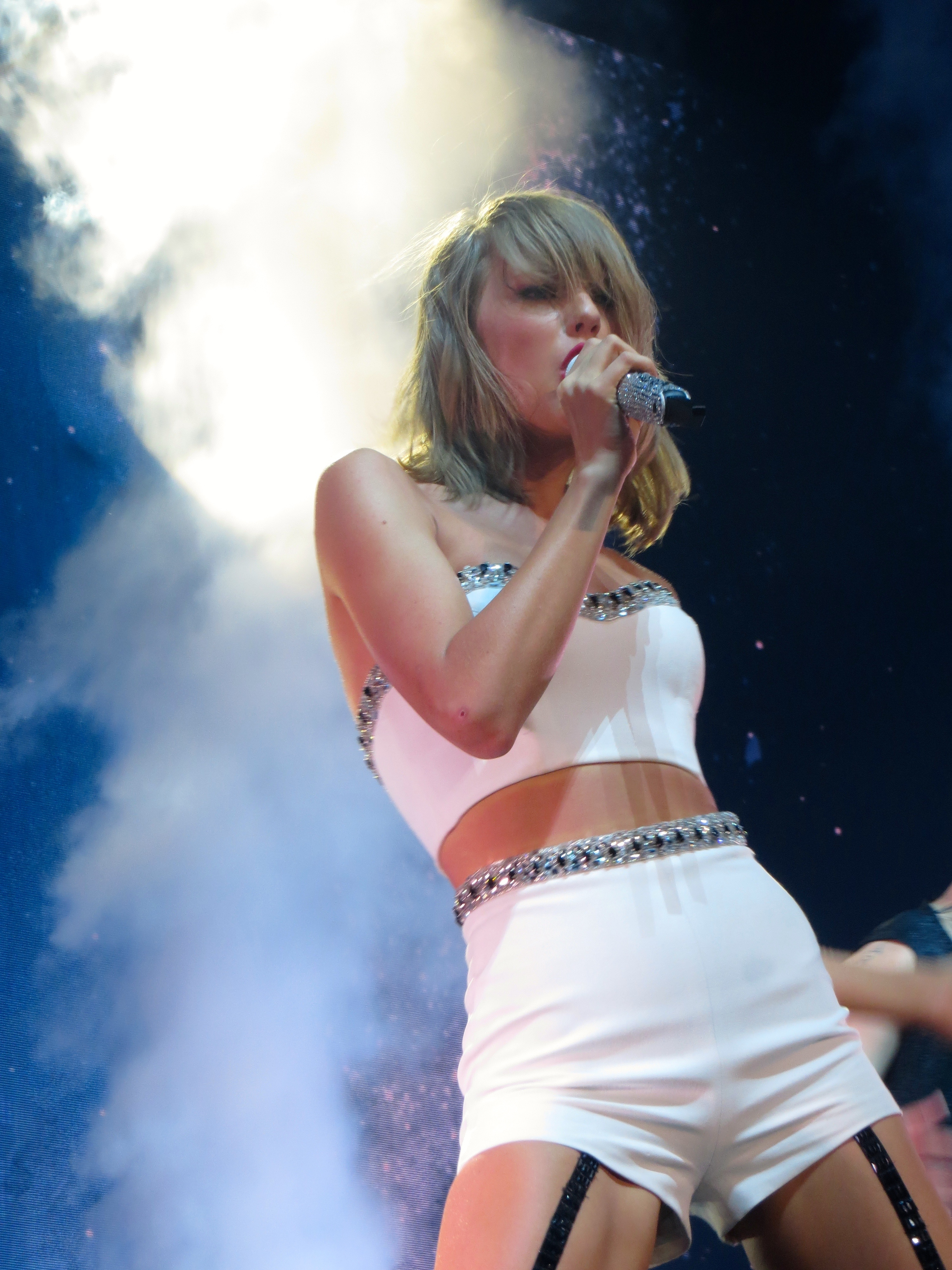
Em 2016, o prêmio foi para Taylor Swift pelo vídeo de "Bad Blood" em parceria com Kendrick Lamar.

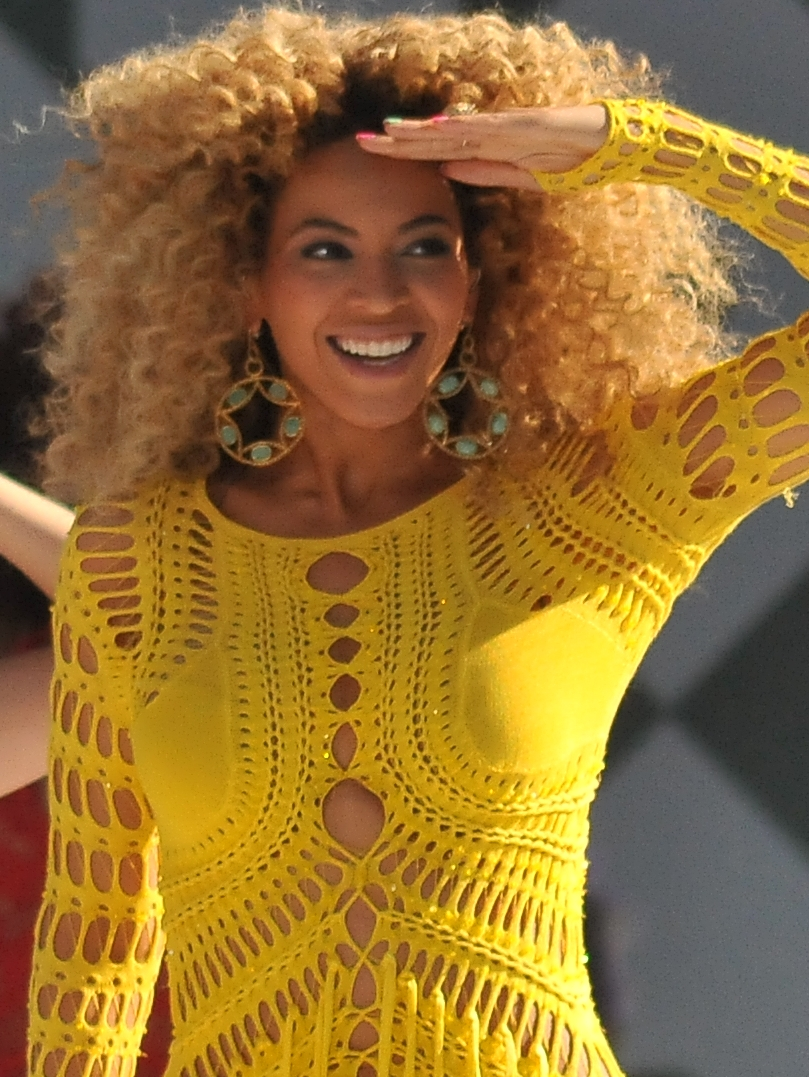
Beyoncé venceu em 2017 com o vídeo de "Formation".

| 1985    | "Jazzin' for Blue Jean"              | David Bowie                      | —                                                                   | - Ashford & Simpson - Phil Collins - Thomas Dolby - Olivia Newton-John – "Twist of Fate" - Rubber Rodeo – "Scenic Views" | [ 8 ]  |
| 1986    | "We Are the World – The Video Event" | USA for Africa                   | Tom Trbovich                                                        | - Band Aid – "Do They Know It's Christmas?" - Phil Collins – "No Jacket Required" - Hall & Oates – "The Daryl Hall and John Oates Video Collection" - Tina Turner – "Private Dancer"                                                                       | [ 9 ]  |
| 1987    | "Brothers in Arms"                   | Dire Straits                     | —                                                                   | - Louis Cardenas – "Making of Runaway" - Paul McCartney – Rupert and the Frog Song - Richard Perry – "So Excited" - Supertramp – "Brother Where You Bound"                                                                                                 | [ 10 ] |
| 1988[C] | —                                    | —                                | —                                                                   | — | [ 5 ]  |
| 1989[C] | —                                    | —                                | —                                                                   | — | [ 6 ]  |
| 1990    | "Leave Me Alone"                     | Michael Jackson                  | Jim Blashfield                                                      | - Enya – "Orinoco Flow (Sail Away)" - Mike + The Mechanics – "The Living Years" - Trevor Rabin – "Something to Hold On To" - Hank Williams, Jr. e Hank Williams, Sr. – "There's a Tear in My Beer"                                                         | [ 11 ] |
| 1991    | "Opposites Attract"                  | Paula Abdul                      | Michael Patterson Candice Reckinger                                 | - Phil Collins – "Another Day in Paradise" - Madonna – "Oh Father" - Sinéad O'Connor – "Nothing Compares 2 U" - The Lightning Seeds – "All I Want" | [ 12 ] |
| 1992    | "Losing My Religion"                 | R.E.M.                           | Tarsem                                                              | - Garth Brooks – "The Thunder Rolls" - Dire Straits – "Calling Elvis" - Bob Dylan – "Series of Dreams" - Billy Joel – "When You Wish upon a Star" | [ 13 ] |
| 1993    | "Digging in the Dirt"                | Peter Gabriel                    | John Downer                                                         | - En Vogue – "Free Your Mind" - Los Lobos – "Kiko and the Lavender Moon" - Lyle Lovett – "Church" - Roger Waters – "What God Wants" | [ 14 ] |
| 1994    | "Steam"                              | Peter Gabriel                    | Stephen R. Johnson                                                  | - Björk – "Human Behaviour" - INXS – "Beautiful Girl" - R.E.M. – "Everybody Hurts" - Soul Asylum – "Runaway Train" | [ 15 ] |
| 1995    | "Love Is Strong"                     | The Rolling Stones               | David Fincher                                                       | - Angélique Kidjo – "Agolo" - Lucas Secon – "Lucas with the Lid Off" - Sinéad O'Connor – "Fire on Babylon" - Pet Shop Boys – "Go West" - "Weird Al" Yankovic – "Jurassic Park"                                                                             | [ 16 ] |
| 1996    | "Scream"                             | Michael Jackson Janet Jackson    | Mark Romanek                                                        | - Björk – "It's Oh So Quiet" - Dave Matthews Band – "What Would You Say" - Herbie Hancock – "Dis Is da Drum" - Sinéad O'Connor – "Famine" | [ 17 ] |
| 1997    | "Free as a Bird"                     | The Beatles                      | Joe Pytka                                                           | - Green Day – "Walking Contradiction" - Michael Jackson – "Earth Song" - Alanis Morissette – "Ironic" - The Smashing Pumpkins – "Tonight, Tonight" | [ 18 ] |
| 1998    | "Got 'til It's Gone"                 | Janet Jackson                    | Mark Romanek                                                        | - Babyface – "How Come, How Long" - Milestone – "I Care 'Bout You" - Morphine – "Early to Bed" - Tool – "Stinkfist" | [ 7 ]  |
| 1999    | "Ray of Light"                       | Madonna                          | Jonas Åkerlund                                                      | - Aerosmith – "Pink" - Björk – "Bachelorette" - Oasis – "All Around the World" - Pearl Jam – "Do the Evolution" | [ 19 ] |
| 2000    | "Freak on a Leash"                   | Korn                             | Jonathan Dayton e Valerie Faris Todd McFarlane Graham Morris        | - Björk – "All Is Full of Love" - Lauryn Hill – "Everything Is Everything" - Brian McKnight – "Back at One" - TLC – "Unpretty" | [ 20 ] |
| 2001    | "Learn to Fly"                       | Foo Fighters                     | Jesse Peretz                                                        | - Busta Rhymes – "Fire" - Reba McEntire – "What Do You Say" - Papa Roach – "Broken Home" - Will Smith – "Will 2K" | [ 21 ] |
| 2002    | "Weapon of Choice"                   | Fatboy Slim Bootsy Collins       | Spike Jonze                                                         | - Aerosmith – "Fly Away from Here" - Missy Elliott – "One Minute Man" - Madonna – "Don't Tell Me" - OutKast – "Ms. Jackson" | [ 22 ] |
| 2003    | "Without Me"                         | Eminem                           | Joseph Kahn                                                         | - 1 Giant Leap – "My Culture" - Dirty Vegas – "Days Go By" - Knoc-turn'al, Dr. Dre e Missy Elliott – "Knoc" - Nas – "One Mic" | [ 23 ] |
| 2004    | "Hurt"                               | Johnny Cash                      | Mark Romanek                                                        | - Coldplay – "The Scientist" - Madonna – "Die Another Day" - Martina McBride – "Concrete Angel" - OutKast – "Hey Ya!" | [ 24 ] |
| 2005    | "Vertigo"                            | U2                               | Alex e Martin                                                       | - Franz Ferdinand – "Take Me Out" - Green Day – "American Idiot" - George Michael – "Flawless (Go to the City)" - Steriogram – "Walkie Talkie Man" | [ 25 ] |
| 2006    | "Lose Control"                       | Missy Elliott Ciara Fatman Scoop | Missy Elliott Dave Meyers                                           | - Gorillaz – "Feel Good Inc." - Jamiroquai – "Feels Just Like It Should" - Martina McBride – "God's Will" - Sarah McLachlan – "World on Fire" | [ 26 ] |
| 2007    | "Here It Goes Again"                 | OK Go                            | Dan Konopka Damian Kulash, Jr. Timothy Nordwind Andy Ross Trish Sie | - Big & Rich – "8th of November" - Red Hot Chili Peppers – "Dani California" - The Killers – "When You Were Young" - Underoath – "Writing on the Walls" | [ 27 ] |
| 2008    | "God's Gonna Cut You Down"           | Johnny Cash                      | Tony Kaye                                                           | - Feist – "1234" - Gnarls Barkley – "Gone Daddy Gone" - Justice – "D.A.N.C.E." - Mutemath – "Typical" | [ 28 ] |
| 2009    | "Pork and Beans"                     | Weezer                           | Mathew Cullen                                                       | - Erykah Badu – "Honey" - Gnarls Barkley – "Who's Gonna Save My Soul" - Radiohead – "House of Cards" - Jack White e Alicia Keys – "Another Way to Die" | [ 29 ] |
| 2010    | "Boom Boom Pow"                      | The Black Eyed Peas              | Mark Kudsi Mathew Cullen                                            | - Beast – "Mr. Hurricane" - Coldplay – "Life in Technicolor II" - Depeche Mode – "Wrong" - Oren Lavie – "Her Morning Elegance" | [ 30 ] |
| 2011    | "Bad Romance"                        | Lady Gaga                        | Francis Lawrence                                                    | - Johnny Cash – "Ain't No Grave / The Johnny Cash Project" - Eminem e Rihanna – "Love the Way You Lie" - Gorillaz, Mos Def e Bobby Womack – "Stylo" - Cee Lo Green – "Fuck You!"                                                                           | [ 31 ] |
| 2012    | "Rolling in the Deep"                | Adele                            | Sam Brown Hannah Chandler                                           | - Memory Tapes – "Yes I Know" - OK Go – "All Is Not Lost" - Radiohead – "Lotus Flower" - Skrillex – "First of the Year (Equinox)" - "Weird Al" Yankovic – "Perform This Way"                                                                               | [ 32 ] |
| 2013    | "We Found Love"                      | Rihanna Calvin Harris            | Melina Matsoukas                                                    | - "Houdini" – Foster the People - "No Church in the Wild" – Jay Z, Kanye West, Frank Ocean e The-Dream - "Bad Girls" – M.I.A. - "Run Boy Run" – Woodkid | [ 33 ] |
| 2014    | "Suit & Tie"                         | Justin Timberlake Jay-Z          | David Fincher                                                       | - "Safe and Sound" – Capital Cities - "Picasso Baby: A Performance Art Film" – Jay-Z - "Can't Hold Us" – Macklemore, Ryan Lewis e Ray Dalton - "I'm Shakin'" – Jack White                                                                                  |        |
| 2015    | "Happy"                              | Pharrell Williams                | We Are from LA                                                      | - "We Exist" – Arcade Fire - "Turn Down for What" – DJ Snake e Lil' Jon - "Chandelier" – Sia - "The Golden Age" – Woodkid e Max Richter |        |
| 2016    | "Bad Blood"                          | Taylor Swift Kendrick Lamar      | Joseph Kahn                                                         | - "LSD" – ASAP Rocky - "I Feel Love (Every Million Miles)" – The Dead Wheater - "Alright" – Kendrick Lamar - "Freedom" – Pharrell Williams | [ 34 ] |
| 2017    | "Formation"                          | Beyoncé                          | Melina Matsoukas                                                    | - "River" – Leon Bridges - "Up & Up" – Coldplay - "Gosh" – Jamie xx - "Upside Down & Inside Out" – OK Go | [ 35 ] |
| 2018    | "Humble"                             | Kendrick Lamar                   | Dave Meyers The Little Homies                                       | - "Up All Night" – Beck - "Makeba" – Jain - "The Story of O.J" – Jay-Z - "1-800-273-8255" – Logic, Alessia Cara e Khalid |        |
| 2019    | "This is America"                    | Donald Glover                    | Hiro Murai                                                          | - "Apeshit" - The Carters - "I'm Not Racist" - Joyner Lucas - "Pynk" - Janelle Monáe |        |
| 2020    | "Old Town Road"                      | Lil Nas X Billy Ray Cyrus        | Calmatic                                                            | - "This Land" – Gary Clark Jr - "We've Got To Try" – The Chemical Brothers - "Cellophane" – FKA Twigs - "Glad He's Gone" – Tove Lo |        |
| 2021    | "Brown Skin Girl"                    | Beyoncé Blue Ivy Wizkid          | Beyoncé Jenn Nkiru                                                  | - "Life is Good" – Future e Drake - "Lockdown" – Anderson .Paak - "Adore You" – Harry Styles - "Goliath" – Woodkid |        |
| 2022    | "Freedom"                            | Jon Batiste                      | Alan Ferguson                                                       | - "Shot in the Dark" – AC/DC - "I Get a Kick Out of You" – Tony Bennett e Lady Gaga - "Peaches" – Justin Bieber, Daniel Caesar e Giveon - "Happier Than Ever" – Billie Eilish - "Montero (Call Me by Your Name)" – Lil Nas X - "Good 4 U" – Olivia Rodrigo |        |
| 2023    | All Too Well: The Short Film         | Taylor Swift                     | Taylor Swift                                                        | - "Easy on Me" – Adele - "Yet to Come" – BTS - "Woman" – Doja Cat - "The Heart Part 5" – Kendrick Lamar - "As It Was" – Harry Styles |        |